# Carnegie Institution for Science
La Carnegie Institution for Science è un'organizzazione statunitense volta a sostenere la ricerca scientifica.
Fino al 2006 si chiamò Carnegie Institution of Washington (CIW).
Fu fondata dal finanziere e mecenate Andrew Carnegie nel 1902, ed ha sede a Washington (D.C.).
I settori di ricerca in cui è particolarmente attiva sono l'astronomia, la biologia dello sviluppo, la botanica, l'ecologia, la geologia e la planetologia.
Il primo importante contributo fu dato a George Ellery Hale nel 1904, per la costruzione dell'Osservatorio di Monte Wilson.
Dal 1910 al 1930 l'istituto finanziò un vasto progetto di ricerche archeologiche nella penisola dello Yucatán sulla cultura Maya, condotto da Sylvanus Morley.